# District de Skalica
Le district de Skalica est l'un des 79 districts de Slovaquie dans la région de Trnava.

## Démographie

### Évolution de la population
| Année:               | 1994.  | 2004.   | 2014.   | 2024.   |
| -------------------- | ------ | ------- | ------- | ------- |
| Nombre de personnes: | 46 384 | 47 134  | 46 934  | 46 764  |
| Différence:          |        | +1,61 % | -0,42 % | -0,36 % |

| Année:               | 2023.  | 2024.   |
| -------------------- | ------ | ------- |
| Nombre de personnes: | 46 916 | 46 764  |
| Différence:          |        | -0,32 % |

## Liste des communes
Source :

### Ville
- Skalica
- Gbely
- Holíč

### Villages
Brodské | Dubovce | Chropov | Kátov | Kopčany | Koválovec | Letničie | Lopašov | Mokrý Háj | Oreské | Petrova Ves | Popudinské Močidľany | Prietržka | Radimov | Radošovce | Trnovec | Unín | Vrádište